# Dmitro Hnatjuk
Dmitro Mihajlovič Hnatjuk (ukrajinski: Дмитро Михайлович Гнатюк; Mămăești, 28. ožujka 1925. – Kijev, 29. travnja 2016.) bio je ukrajinski i sovjetski glazbenik, operni pjevač, pedagog i profesor. Nakon osamostaljenja Ukrajine, u razdoblju između 1998. i 2002. postaje zastupnik u ukrajinskom parlamentu Vrhovnoj Radi. Hnatjuk spada među poznatije ukrajinske operne pjevače, autor je niza poznatih glazbenih djela. U Ukrajini mu je dodijeljeno visoko počasno priznanje "Heroj Ukrajine". 

## Životopis
Dmitro Hnatjuk je rođen u Černovačkoj oblasti. Diplomirao je u Kijevu 1951., a nakon toga radi u Kijevskom kazalištu za operu i balet. Nakon 1975. obnaša visoke dužnosti u više kulturno-umjetničkih institucija Ukrajine i ostaka Sovjetskog Saveza, a od 1988. obnaša ravnateljsku dužnost na Državnoj kazališnoj akademiji za operu i balet u Ukrajini. Od 1998. radi u Vrhovnoj Radi kao savjetnik za pitanja kulture, umjetnosti i glazbenog obrazovanja u Ukrajini.

## Vanjske poveznice
- Dmitro Hnatjuk «Золотий Фонд української естради» (ukr.)
- Biografija Dmitra Hnatjuka (ukr.)
- Dmitro Hnatjuk - Priznanje "Heroj Ukrajine" (rus.)
- Poznatej pjesme Dmitra Hnatjuka (ukr.)